# 錫爾克維爾 (堪薩斯州)
錫爾克維爾（英語：Silkville）是位於美國堪薩斯州富蘭克林縣的一個鬼鎮。